# Овчинников, Василий Сергеевич
Васи́лий Серге́евич Овчи́нников (5 марта 1920 года, село Нечаевка — 1983 год, Орск, Оренбургская область) — старший печевой обжигово-восстановительного цеха комбината «Южуралникель» Оренбургского совнархоза. Герой Социалистического Труда (1961).

## Биография
Родился в 1920 году крестьянской семье в селе Нечаевка (сегодня Лунинский район Пензенской области). Окончил пять классов неполной средней школы (1935). С 1936 года — рабочий на лесозаготовках Николо-Пестровского стекольного завода «Красный гигант». С 1938 года проживал в Орске, где трудился монтажником на строительстве комбината «Южуралникель». После окончания курсов обжигальщиков, работал печевым многоподовой печи обжиго-восстановительного цеха на этом же заводе.
С 1941 года участвовал в Великой Отечественной войне. Воевал при обороне Сталинграда, освобождении Украины, Польши, взятии Берлина. Сражался в составе 297-го зенитного артиллерийского полка 18-й зенитной артиллерийской дивизии резерва Главного командования. В одном из сражений получил ранение.
В 1946 году демобилизовался и возвратился в Орск, где продолжил трудиться печевым, старшим печевым обжиго-восстановительного цеха «Южуралникиля».
Участвовал в освоении новой техники цеха-печи обжига в кипящем слое, агрегата частичного восстановления никеля в закиси. Одним из первых вступил в заводское социалистическое соревнование за звание «Ударник коммунистического труда». Внёс несколько десятков рационализаторских предложений, в результате которых на заводе значительно возросла эффективность труда при экономии материальных затрат. Указом Президиума Верховного Совета СССР от 9 июня 1961 года «за выдающиеся успехи, достигнутые в деле развития цветного металлургии» удостоен звания Героя Социалистического Труда с вручением Ордена Ленина и золотой медали Серп и Молот.
В 1961 году вступил в КПСС. Возглавлял заводскую школу передового опыта и подготовки молодых металлургов. В 1955—1959 годах избирался депутатом Орского городского совета народных депутатов.
В 1971 году вышел на пенсию. Проживал в Орске. Скончался в 1983 году.

## Награды
- Герой Социалистического Труда
- Орден Ленина
- Медаль «За оборону Сталинграда»
- Медаль «За освобождение Варшавы»
- Медаль «За боевые заслуги» (12.09.1943)
- Медаль «За отвагу» (08.03.1945)
- Медаль «За взятие Берлина»
- Медаль «За победу над Германией в Великой Отечественной войне 1941—1945 гг.» (09.05.1945)
- Медаль «В ознаменование 100-летия со дня рождения Владимира Ильича Ленина»